# コメツブウマゴヤシ
コメツブウマゴヤシ（米粒馬肥やし、Medicago lupulina）は、マメ科ウマゴヤシ属の一年生植物または多年生植物。空地や海岸などに生える雑草。
和名は、小さな果実が米粒のように見えることから。

## 分布
ヨーロッパを原産地とする。
北アメリカ、南アメリカ、オセアニア、アフリカ、アジア（日本を含む）に帰化している。

## 特徴
草丈は10-60cm。
道端、畑、牧草地、林縁、川岸などに生育する。

## ギャラリー

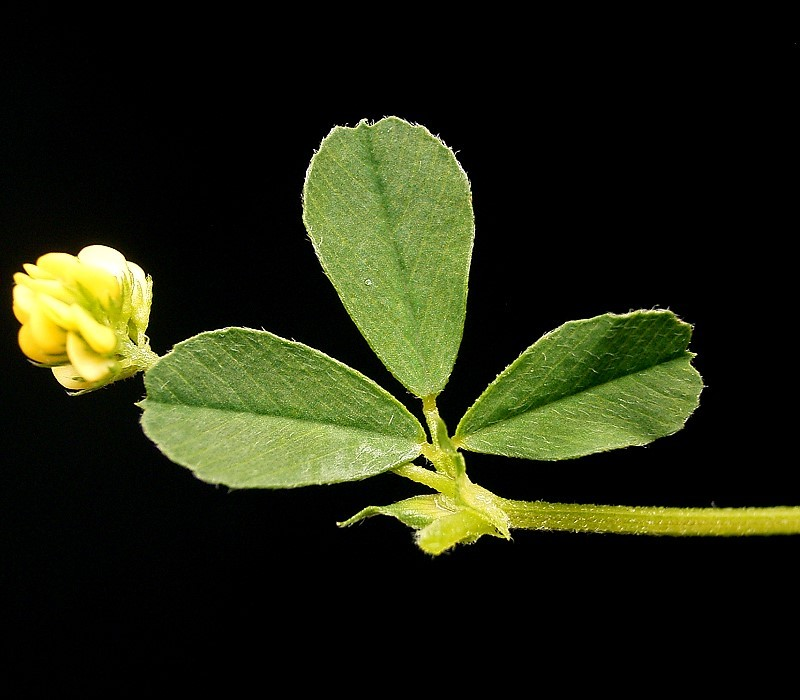
葉
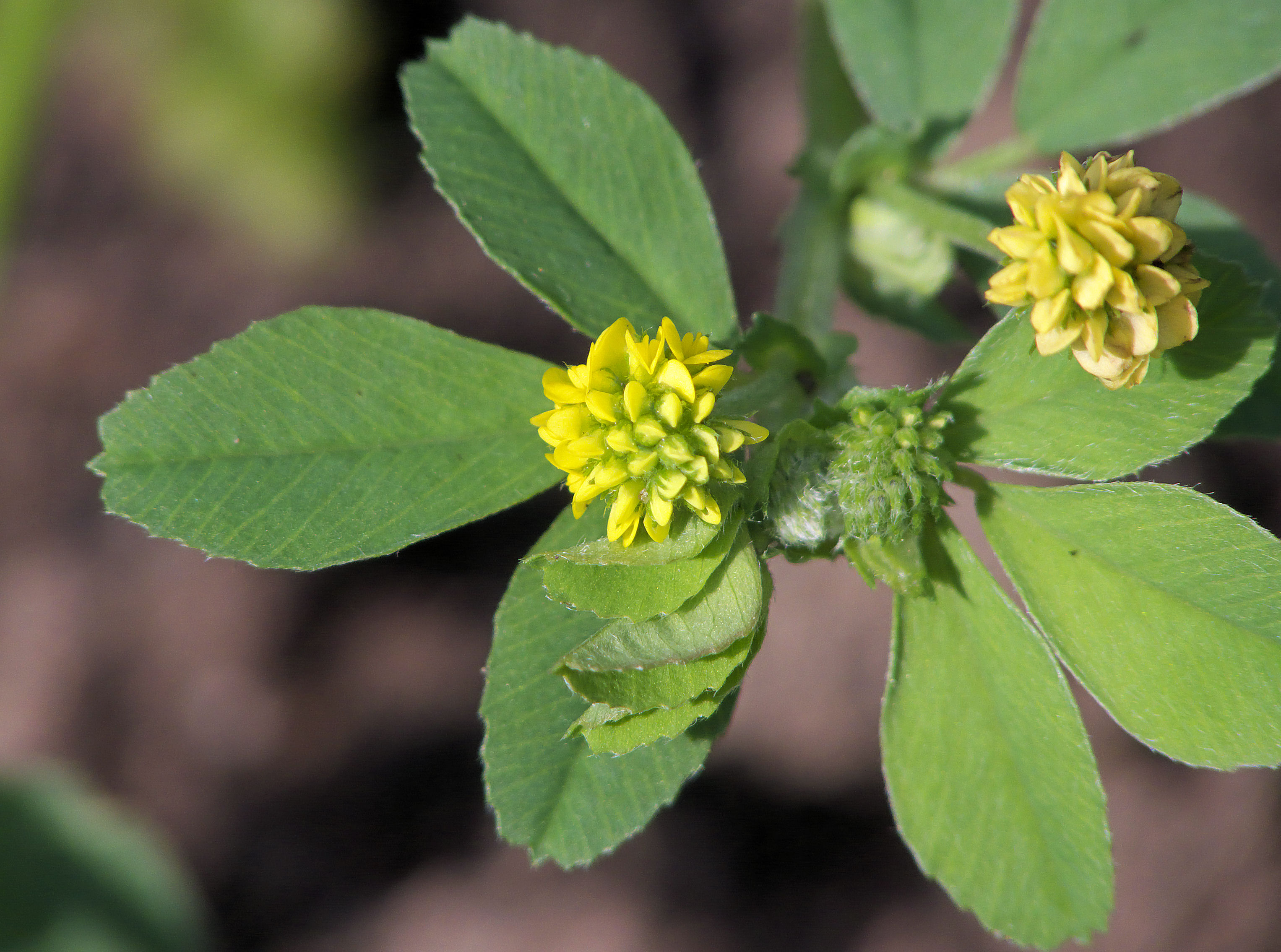
花序
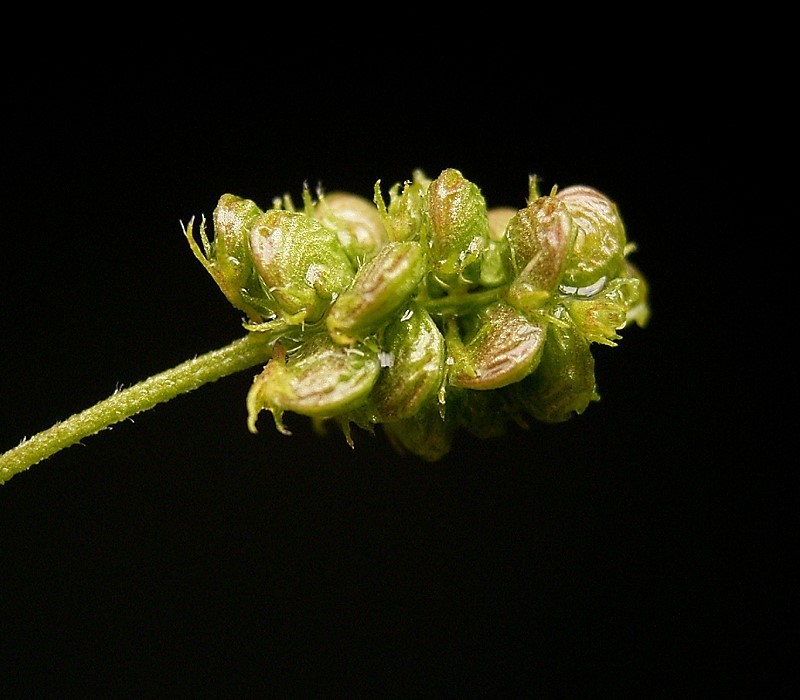
果実（豆果）